# Nové Zámky (Křinec)
Nové Zámky (deutsch Neuschloß) ist ein Ortsteil der Gemeinde Křinec in Tschechien. Er liegt 14 Kilometer nordöstlich von Nymburk und gehört zum Okres Nymburk.

## Geographie
Nové Zámky befindet sich linksseitig der Mrlina auf der Ostböhmischen Tafel. Südwestlich erhebt sich die Kuppe Kuncberk (Kunstberg, 214 m). Im Osten liegt der Stauweiher Komárovský rybník. Südlich des Dorfes verläuft die Eisenbahn von Nymburk nach Jičín bzw. nach Dymokury. Die nächste Station liegt zweieinhalb Kilometer südöstlich in Svídnice.
Nachbarorte sind Podlužany im Norden, Ledečky und Viničná Lhota im Nordosten, Malý Nouzov und Nouzov im Osten, Svídnice im Südosten, Zábrdovice, Sádka, Mutínsko und Křinec im Südwesten, Bošín im Westen sowie Pojedy und Žitovlice im Nordwesten.

## Geschichte
Der Ursprung des Dorfes liegt in der Feste Mutěnice bzw. Nepokojnice. 1324 erfolgte die erste schriftliche Erwähnung des Ortes als Besitz der Herren von Mutěnice. Diese sind wahrscheinlich auch die Gründer der Feste Nepokojnice gewesen. Später erwarben die Křinecký von Ronov die Güter. 1519 erfolgte eine Güterteilung, bei der Nepokojnici mit den zugehörigen Dörfern an Wilhelm Krinecky von Ronow fiel. Dieser verkaufte seinen Erbteil 1538 an Johanna von Klingenstein. Von ihr erwarb Joachim Haugwitz von Biskupitz den Besitz.
Ab 1565 gehörte Nové Zámky Věnek Kordula von Sloupno und ab 1579 den Waldsteinern. 1583 erwarb Karel Říčanský von Říčan die Feste Nepokojnice, von dem sie noch im selben Jahre an Ernst von Schleinitz überging. Unter den Říčanský begann der Umbau der Feste zum Neuen Schloss. 1588 erwarben die Křinecký von Ronov die Güter, von ihnen erwarb 1611 Adam d. J. von Waldstein auf Hrádek und Dymokury die Güter. Er verkaufte seinen Besitz an Albrecht Smiřický von Smiřice. Dieser wurde nach der Schlacht am Weißen Berg enteignet und Nový Zámek wurde Teil der Kronherrschaft Dymokury.
Nach der Aufhebung der Patrimonialherrschaften bildete Nové Zámky ab 1850 einen Ortsteil der Gemeinde Svídnice im Bezirk Poděbrady. 1919 entstand die politische Gemeinde Nové Zámky. 1961 wurde Nové Zámky dem Okres Nymburk angeschlossen. 1975 wurde Nové Zámky mit Mutínsko nach Křinec eingemeindet. 1991 hatte der Ort 34 Einwohner. Im Jahre 2001 bestand das Dorf aus 39 Wohnhäusern, in denen 26 Menschen lebten.